# Sportåret 1865

## Händelser

### Baseboll
- Brooklyn Atlantics vinner National Association of Base Ball Players.[1]

### Boxning

#### November
- 2 november — Jimmy Elliott skall möta Bill Davis på Point Pelee Island i Kanada då polisen ingriper, och matchen ställs in. Titeln förblir vakant, med samma tre som gör anspråk på den.[2]

#### Okänt datum
- Då Tom King dragit sig tillbaka, förblir den engelska mästerskapstiteln vakant.[3]
- Amerikanske mästaren Joe Coburn tackar nej till att slåss mot sina utmanare, och Bill Davis, Mike McCoole och Jimmy Elliott gör alla anspråk på titeln.[4]

### Cricket

#### Okänt datum
- Nottinghamshire CCC vinner County Championship [5].

### Rodd

#### April
- 8 april - Oxfords universitet vinner universitetsrodden mot Universitetet i Cambridge.

## Födda
- 22 mars – Gustav Adolf Sjöberg, svensk sportskytt, olympisk silvermedaljör.
- 2 juni – Hugo Clason, svensk seglare, olympisk silvermedaljör.
- 21 juli – Edmund Thormählen, svensk seglare, olympisk silvermedaljör.
- 25 augusti – Carl August Kronlund, svensk curlingspelare, olympisk silvermedaljör.

### Fotnoter
1. ↑  ”Charlton's Baseball Chronology - 1865” (på engelska). Charlton's Baseball Chronology. Arkiverad från originalet den 20 september 2015. https://web.archive.org/web/20150920120355/http://www.baseballlibrary.com/chronology/byyear.php?year=1865. Läst 15 augusti 2015.
2. ↑  Cyber Boxing Zone – Jimmy Elliott.  läst 8 november 2009.
3. ↑  Cyber Boxing Zone – English champions. läst 8 november 2009.
4. ↑  Cyber Boxing Zone – Joe Coburn.  läst 8 november 2009.
5. ↑  En inofficiell titel fram till december 1889 då första officiella County Championship spelades.